# Teleutomyrmex schneideri
Teleutomyrmex schneideri är en myrart som beskrevs av Heinrich Kutter 1950. Teleutomyrmex schneideri ingår i släktet Teleutomyrmex och familjen myror. IUCN kategoriserar arten globalt som sårbar. Inga underarter finns listade i Catalogue of Life.

## Bildgalleri